# Pyropteron
Pyropteron é um gênero de traça pertencente à família Brachodidae.